# Campeonato Africano de Atletismo de 2022 - Revezamento 4x400 m misto
A prova dos 4 x 400 metros estafetas misto do Campeonato Africano de Atletismo de 2022 foi disputada no dia 9 de junho, no Complexo Esportivo Nacional Cote d'Or, em Saint Pierre, na Maurícia.

## Recordes
Antes desta competição, os recordes mundiais e do campeonato nesta prova eram os seguintes:
|                       | Nome                                                             | Nacionalidade  | Tempo     | Local  | Data                   |
| --------------------- | ---------------------------------------------------------------- | -------------- | --------- | ------ | ---------------------- |
| Recorde mundial       | Wilbert London Allyson Felix Courtney Okolo Michael Cherry       | Estados Unidos | 3m 09s 34 | Doha   | 29 de setembro de 2019 |
| Recorde do campeonato |                                                                  |                |           |        |                        |
| Recorde africano      | Ifeanyi Ojeli Imaobong Uko Samson Nathaniel Patience Okon George | Nigéria        | 3m 13s 60 | Tóquio | 30 de julho de 2021    |

## Medalhistas
| Ouro                                                                                                | Prata                                                                          | Bronze                                                                   |
| Botswana · Busang Collen Kebinatshipi · Motlatsi Rante · Maitseo Keitumetse · Christine Botlogetswe | Nigéria · Emmanuel Ojeli · Ella Onojuvwewo · Ayo Adeola · Patience Okon George | Quênia · Collins Omae · William Rayan · Veronica Mutua · Jarinter Mwasya |

## Cronograma
Todos os horários são locais (UTC+4). 
| Data       | Hora  | Evento |
| ---------- | ----- | ------ |
| 9 de junho | 17:30 | Final  |

## Resultado final
A final ocorreu dia 9 de junho às 17:30.
| Posição           | Raia | Nacionalidade | Atletas                                                                               | Tempo   | Notas |
| ----------------- | ---- | ------------- | ------------------------------------------------------------------------------------- | ------- | ----- |
| Medalha de ouro   | 3    | Botswana      | Busang Collen Kebinatshipi, Motlatsi Rante, Maitseo Keitumetse, Christine Botlogetswe | 3:21.85 |       |
| Medalha de prata  | 4    | Nigéria       | Emmanuel Ojeli, Ella Onojuvwewo, Ayo Adeola, Patience Okon George                     | 3:22.38 |       |
| Medalha de bronze | 5    | Quênia        | Collins Omae, William Rayan, Veronica Mutua, Jarinter Mwasya                          | 3:22.75 |       |
| 4                 | 6    | África do Sul | Sabelo Dhlamini, Taylon Bieldt, Gardeo Isaacs, Shirley Nekhubui                       | 3:23.06 |       |
| 5                 | 2    | Zâmbia        | David Mulenga, Abygirl Sepiso, Daniel Mbewe, Rhoda Njobvu                             | 3:27.06 |       |
| 6                 | 7    | Etiópia       | Eriema Kere, Amarech Zago, Yohannes Tefera, Tsige Duguma                              | 3:31.50 |       |
| 8                 | 8    | Gâmbia        | Edrissa Marong, Fatou Sanneh, Modou Sanneh, Jawneh Nyimasata                          | DDQ     |       |
| 9                 | 1    | Madagáscar    |                                                                                       | DNS     |       |

Legenda
| Recorde mundial       | Recorde mundial (World record)               |                       | Recorde africano                      | Recorde africano (African) |                                           | Q | Classificado por posição (Qualified) |
| Recorde do campeonato | Recorde do campeonato (Championship record)  | Recorde da América    | Recorde da América (Americas)         | q                          | Classificado por melhor tempo (Qualified) |   |                                      |
| Melhor marca do ano   | Melhor marca do ano (World leading)          | Recorde asiático      | Recorde asiático (Asian)              | DNS                        | Não largou (Did not start)                |   |                                      |
| Recorde nacional      | Recorde nacional (National record)           | Recorde europeu       | Recorde europeu (European)            | DNF                        | Não terminou (Did not finish)             |   |                                      |
| Recorde pessoal       | Recorde pessoal do atleta (Personal best)    | Recorde da Oceania    | Recorde da Oceania (Oceania)          | DSQ / DQ                   | Desclassificado (Disqualified)            |   |                                      |
| Recorde da temporada  | Recorde da temporada do atleta (Season best) | Recorde sul-americano | Recorde sul-americano (South America) | NM                         | Sem marca (No mark)                       |   |                                      |